# Frontière entre la Lettonie et la Suède
La frontière entre la Lettonie et la Suède est entièrement maritime, intégralement située en mer Baltique. Elle formait une partie de la frontière extérieure de l'Union européenne à partir du 1er janvier 1995, date d'adhésion de la Suède, avant d'en devenir une frontière intérieure à la suite de l'adhésion de la Lettonie le 1er mai 2004.